# 山田慎也
山田 慎也（やまだ しんや、1968年 - ）は、日本の民俗学者。国立歴史民俗博物館教授・副館長。総合研究大学院大学教授。学位は博士（社会学）。専門は日本の葬送。

## 経歴
埼玉県出身。1992年に慶應義塾大学法学部法律学科を卒業し、引き続き同大学院社会学研究科に進んで、1994年に修士課程修了後、1997年に同研究科博士課程を単位取得満期退学した。同年、国立民族学博物館に講師（COE研究員）として就職し、翌年に民俗研究部助手となる。
2000年に慶應義塾大学より博士（社会学）の学位を取得した。
2002年、オックスフォード大学日産インスティテュート及びセントアントニーズコレッジの客員研究員となる。2007年に国立歴史民俗博物館研究部助教となる（同年8月より准教授）。2008年には総合研究大学院大学准教授を兼ねる。2019年に国立歴史民俗博物館研究部教授に昇進した。2022年から、同副館長を務める。
2008年頃から難聴を発症し、補聴器を利用している。

## 著書
- 国立歴史民俗博物館, 常光徹, 伊藤展安『もうひとつの世界 : 妖怪・あの世・占い』岩崎書店〈歴史図鑑〉、2001年。CRID 1130282269862129792。
- 山田慎也『現代日本の死と葬儀 : 葬祭業の展開と死生観の変容』東京大学出版会、2007年。CRID 1130000794818498176。
- 山田慎也『現代の葬送儀礼』国立歴史民俗博物館〈歴博映像フォーラム〉、2007年。CRID 1130282268633899008。
- 山田慎也『「共同研究」身体と人格をめぐる言説と実践』国立歴史民俗博物館〈国立歴史民俗博物館研究報告〉、2011年。CRID 1130282269242596224。
- 村木二郎, 山田慎也, 卯田宗平『信仰と儀礼の歴史学』総研大日本歴史研究専攻・国立歴史民俗博物館〈歴史研究の最前線〉、2012年。CRID 1130282273161780480。
- 『近代化のなかの誕生と死』岩田書院、2013年。CRID 1020000782108561666。
- 国立歴史民俗博物館, 山田慎也『近代化のなかの誕生と死』岩田書院〈歴博フォーラム〉、2013年。CRID 1130000793887733504。
- 国立歴史民俗博物館, 山田慎也, 鈴木岩弓『変容する死の文化 : 現代東アジアの葬送と墓制』東京大学出版会、2014年。CRID 1130000797651159808。
- 山田慎也, 土居浩『無縁社会の葬儀と墓 : 死者との過去・現在・未来』吉川弘文館、2022年。ISBN 9784642082068。CRID 1130293003870576646。

### 監修
- 山田慎也『由来からわかる日本と世界の行事図鑑』スタジオタッククリエイティブ、2020年。CRID 1131412884269344160。

### 論文
- 山田慎也「葬制の変化と地域社会:和歌山県東牟婁郡古座町の事例を通して」『日本民俗学』第203号、東京 : 日本民俗学会、1995年8月、23-59頁、CRID 1520853832287105152、ISSN 04288653。
- 山田慎也「現代日本における葬儀と死生観の変容に関する民俗学的研究」『慶応義塾大学大学院社会学研究科紀要 : 社会学心理学教育学』第52巻、慶應義塾大学大学院社会学研究科、2001年、92-96頁、CRID 1050564287358331904、ISSN 0912-456X。
- 山田慎也「死者とともに暮らす生活-上久堅の民俗調査から」『伊那民俗 60号』2005年、3-5頁、CRID 1010282256796690307。
- 山田慎「近代における遺影の成立と死者表象-岩手県宮守村長泉寺の絵額・遺影奉納習俗を通して-」『国立歴史民俗博物館研究報告』第132巻、2006年、287-325頁、CRID 1010282256796690304。
- 山田慎也「死者を描き奉納すること : 岩手県遠野地方の絵額奉納から(第十部会,<特集>第六十五回学術大会紀要)」『宗教研究』第80巻第4号、日本宗教学会、2007年、1252-1254頁、CRID 1390282680927222016、doi:10.20716/rsjars.80.4_1252、ISSN 03873293。
- 山田慎也「いますがごとくの葬送:秋田県男鹿市のある酒造旧家の葬儀を通して」『東北文化研究室紀要』第51巻、仙台 : 東北大学大学院文学研究科東北文化研究室、2009年、70-62頁、CRID 1520572357222110208、ISSN 13430939。
- 山田慎也「死への思いと葬祭業者」『アジア遊学』第124号、東京 : 勉誠社、2009年7月、54-62頁、CRID 1521136279772580608。
- 山田慎也「葬儀の行方 : 私らしい葬儀と死後の観念」『Atプラス : 思想と活動』第6号、東京 : 太田出版、2010年11月、110-118頁、CRID 1522543655554346368。
- 山田慎也「枕団子と死者の想」『国立歴史民俗博物館研究報告』第174巻、国立歴史民俗博物館、2012年3月、31-42頁、CRID 1390009224089740032、doi:10.15024/00002027、ISSN 0286-7400。
- 山田慎也「死絵における死のイメージ」『東北文化研究室紀要』第54巻、東北大学大学院文学研究科 東北文化研究室、2013年3月、106-110頁、CRID 1050001202730707456、ISSN 1343-0939。
- 山田慎也「『明譽眞月大姉葬儀写真帖』からみた近代の葬列の肥大化」『国立歴史民俗博物館研究報告』第199巻、国立歴史民俗博物館、2015年12月、115-141頁、CRID 1390853649019965568、doi:10.15024/00002261、ISSN 0286-7400。
- 山田慎也「無縁化する墓と墓じまいへの対応」『冠婚葬祭総合研究所論文集』第2巻、2016年、7-10頁、CRID 1010000781856600324。
- 山田慎也「葬送儀礼における供花と菊の利用」『葬送文化』第18号、那須烏山 : 日本葬送文化学会、2017年1月、13-25頁、CRID 1521136279771397248。
- 山田慎也「共同研究「民俗儀礼の変容に関する資料論的研究」の経過と概要」『国立歴史民俗博物館研究報告』第205巻、国立歴史民俗博物館、2017年3月、1-6頁、CRID 1390290699066559616、doi:10.15024/00002318、ISSN 0286-7400。
- 山田慎也「告別式の平準化と作法書」『国立歴史民俗博物館研究報告』第205巻、国立歴史民俗博物館、2017年3月、363-386頁、CRID 1390290699066561792、doi:10.15024/00002326、ISSN 0286-7400。
- 山田慎也「納骨堂の成立とその集合的性格」『現代日本の葬送と墓制』2018年、63-86頁、CRID 1010566775452981249。
- 山田慎也「変容する死の文化と民俗学研究」『日本民俗学会日本民俗学』第300巻、2019年、66-82頁、CRID 1010286980803773449。
- 山田慎也「看取りから葬送へのコミュニティは形成されるのか?」『日本文化人類学会研究大会発表要旨集』日本文化人類学会第53回研究大会、日本文化人類学会、2019年、F4、CRID 1390845702294163840、doi:10.14890/jasca.2019.0_f4、ISSN 2189-7964。
- 山田慎也「高齢化社会における葬儀の変容と共同性の探究」『生活協同組合研究』第517巻、生協総合研究所、2019年2月、5-12頁、CRID 1390014183337975296、doi:10.57538/consumercoopstudies.517.0_5、ISSN 0911-1042。
- 山田慎也「［研究ノート］ 気仙沼における東日本大震災犠牲者の葬送」『国立歴史民俗博物館研究報告』第214巻、国立歴史民俗博物館、2019年3月、303-316頁、CRID 1050565162622121216、ISSN 0286-7400。
- 山田慎也「葬儀考察 日本の葬送儀礼と葬儀産業の展開(第1回)葬儀とは」『フューネラルビジネス』第25巻第4号、東京 : 綜合ユニコム、2020年4月、66-68頁、CRID 1520573330778080896。
- 山田慎也「墓地と地域性」『建設コンサルタンツ協会会誌』第288号、東京 : 建設コンサルタンツ協会、2020年7月、16-19頁、CRID 1521417754729688448。
- 山田慎也「変わりゆく葬儀(第1回)花をこしらえる」『Rekihaku』第4巻、佐倉 : 人間文化研究機構国立歴史民俗博物館、2021年10月、98-100頁、CRID 1521980706175980032。
- 山田慎也「仏壇とは何か(6)日本人は家の中で死者をいかに弔うようになったのか」『月刊住職』第24巻第5号、東京 : 興山舎、2022年5月、129-133頁、CRID 1520010864687925760。
- 山田慎也「火葬の臭煙と煙突のゆくえ」『Rekihaku』第7巻、佐倉 : 人間文化研究機構国立歴史民俗博物館、2022年10月、34-36頁、CRID 1520012777806523136。
- 山田慎也「葬送の習俗が揺らいでいる深層にあるもの(40)火葬中なのになぜ精進落としをするようになったか」『月刊住職』第25巻第2号、東京 : 興山舎、2023年2月、125-129頁、CRID 1520576756482278912。
- 山田慎也「変わりゆく葬儀(第4回・完)故人と別れる」『Rekihaku』第8巻、佐倉 : 人間文化研究機構国立歴史民俗博物館、2023年2月、102-104頁、CRID 1520577215747856640。
- 山田慎也「葬送の習俗が揺らいでいる深層にあるもの(49)多数が施設で亡くなる現実に施設は何をしているのか」『月刊住職』第26巻第2号、東京 : 興山舎、2024年2月、121-125頁、CRID 1520580682435600768。

### 連載
- 「葬送の習俗が揺らいでいる深層にあるもの」（『月刊住職』寺門興隆）

### 科研費
- KAKEN>山田慎也